# اولشکو
اولشکو (به چکی: Oleško) یک منطقهٔ مسکونی در جمهوری چک است که در ناحیه لیتومیریتسه واقع شده‌است. اولشکو ۳٫۲۶ کیلومتر مربع مساحت و ۹۸ نفر جمعیت دارد و ۱۶۳ متر بالاتر از سطح دریا واقع شده‌است.